# Copionodon
Copionodon is een geslacht van straalvinnige vissen uit de familie van de parasitaire meervallen (Trichomycteridae).

## Soorten
- Copionodon lianae Campanario & de Pinna, 2000
- Copionodon orthiocarinatus de Pinna, 1992
- Copionodon pecten de Pinna, 1992